# هارتمان وولفباك
هارتمان وولفباك عبارة عن مجموعة تابعة لبحرية كريغسمارينه الألمانية النازية في الحرب العالمية الثانية، وهي عبارة عن «زمرة ذئبية» من غواصات يو التي كانت تعمل خلال المراحل الأولى من معركة المحيط الأطلسي.

## خلفية
كان هارتمان وولفباك أول زمرة ذئبية في كريغسمرينه خلال الحرب العالمية الثانية ف ضد القوافل. أجرت عملياتها في أكتوبر 1939، خلال المرحلة الأولى من حملة الأطلسي. اسم «هارتمان» كان غير رسمي، مأخوذ من اسم قائدها، فيرنر هارتمان. على عكس الزمر اللاحقة التي كان لها أسماء أكواد محددة، تم ترك هذا التكوين بدون تعيين رسمي. كان القصد الأصلي لقيادة الغواصات هو تنظيم زمرتين مؤلفتين من خمس غواصات؛ الأولى تتألف منغواصة الفئة السابعة من أسطول غواصات يو السابع («فاغنر») وتالف الآخر من الغواصات الأكبر من الفئة التاسعة وأسطول غواصات يو السادس («هونديوس»). في حالة عدم توفر العديد من غواصات، تم تعديل العملية لتشكيل زمرة واحدة تضم ستة غواصات. يعني هذا الترتيب تشكيل وحدة من نوع مختلف من السفن، لم تكن تعمل من قبل معًا. القوة الكاملة كانت بقيادة هارتمان، قائد أسطول أسطول هونديوس.

## عمليات
أبحرت الغواصات الخمسة الأولى بشكل مستقل في أكتوبر 1939 منطلقة من قواعد في شمال غرب ألمانيا، تبحر في شمال نوردهاوت حول ساحل اسكتلندا للوصول إلى الطرق الغربية. أمرت الغواصة الأخيرة، يو-40، التي تأخرت في المغادرة، بأخذ طريق southabout عبر القناة؛ كان هذا أكثر خطورة، لكنه اعتبر عمليًا. خلال العملية وقعت الغواصة يو-40 في منطقة دفاعات قناة الحلفاء، Dover Barrage؛ في 13 أكتوبر أصابها لغم ودُمرت.
أخذت الغواصات الخمسة المتبقية تحت قيادة هارتمان إلى النهج الغربية. تمكنت اللاسلكية المخابرات الألمانية، شعبة المراقبة الألمانية، الذي اخترق الرموز البحرية البريطانية، من إشعار قافلة (KJF 3) في منطقة البحر الكاريبي، وأصدرت قيادة الغواصاتتعليمات إلى الزمرة لاعتراضها. عثرت ثلاثة غواصات على القافلة وهاجموها، في حين فشلت رابعة في الاتصال. أما الخامسة، يو-42، التقى بسفينة شحن تبحر بشكل مستقل. هاجمت الغواصة السفينة، لكنها تعرضت لهجوم مضاد من قبل اثنين من المدمرات التي جاءت إلى مكان الحادث وتم تدميرها. كان الهجوم على KJF 3 شأنًا مخصصًا (يصفه بلير بأنه «عمل حر غير منسق للجميع» )؛ على الرغم من غرق أربع سفن، لكن تم تدمير أحد الغواصات المهاجمة، يو-45، من قبل سفن حراسة القافلة.
تم اكتشاف قافلة ثانية، HG 3 من جبل طارق، بواسطة B-dienst وهارتمان، وتم طلب الغواصات مرة أخرى لاعتراضها. قامت يو-46 بالاتصال والتظليل بينما أغلق الاثنان الآخران. أغرق الهجوم ثلاث سفن دون تسجيل أي خسارة للمهاجمين.
بعد هذا تم إراحة الغواصات وعادو إلى الوطن.

## ما بعد الكارثة
كانت هذه المحاولة الأولى لتشغيل الزمر الذئبية لكنا لم تكن ناجحة بشكل عام. أثناء العملية، أغرق الكابتن هارتمان سبع سفن من قافلتين وأربعة سفن أخرى تبحر بمفردها. ومع ذلك، تم تدمير ثلاثة من غواصات يو الستة، وحوالي 10٪ من الغواصات المتاحة من الفئة السابعة (العابرة للبحار) والفئة التاسعة (العابرة للمحيطات) التي كان يملكها ويشغلها سلاح الغواصات.
بني تكتيك الزمر الذئبية الأصلي على أن تمارس القيادة الغتصال والتنسيق في البحر؛ ومع ذلك، فبينما كان هذا قابلا لتنفيذ في بحر البلطيق وبحر الشمال، إلا أنه لم يكن قابلاً للتطبيق في مناطق المحيط الأطلسي الأوسع. أفاد هارتمان أنه كان من المستحيل الحفاظ على نظرة عامة على الوضع من غواصته في وسط المحيط ومن المستحيل بنفس القدر الحفاظ على الاتصال بالغواصات الأخرى. توترت التجربة أيضًا بسبب مشاكل الطوربيد المستمرة التي عانى منها سلاح الغواصات خلال السنوات الأولى من النزاع.
بعد ذلك، تم تعليق تكتيكات الزمر الذئبية حتى العام التالي، عندما تمت تجربتهم مجددا مرة أخرى بمزيد من النجاح خلال ما يسمى بـ «الوقت السعيد الاول والثاني».

## غواصات يو المشاركة
- الغواصة الألمانية يو-37
- الغواصة الألمانية يو-40
- الغواصة الألمانية يو-42
- الغواصة الألمانية يو-45
- الغواصة الألمانية يو-46
- الغواصة الألمانية يو-48